# Prințesa Louisa a Marii Britanii
Prințesa Louisa (Louise Anne; 19 martie 1749 – 13 mai 1768)  a fost membră a Familiei Regale Britanice, nepoată a regelui George al II-lea al Marii Britanii și soră a regelui George al III-lea.

## Biografie

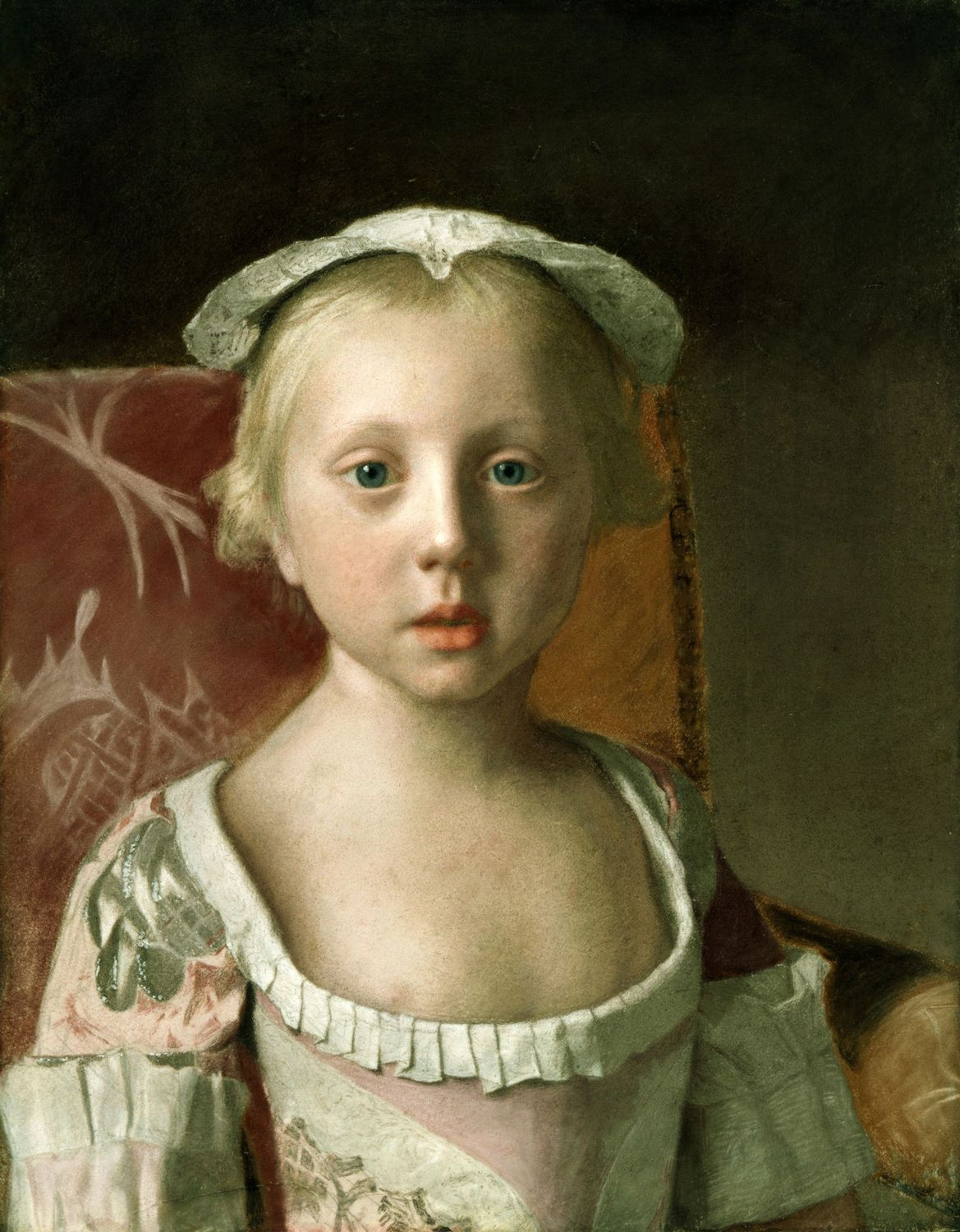
Prințesa Louisa, portret de Jean-Etienne Liotard, 1754

Prințesa Louisa s-a născut la 19 martie la Casa Leicester, Westminster, Londra. Tatăl ei a fost Frederick, Prinț de Wales, fiul cel mare al regelui George al II-lea și a reginei Caroline de Ansbach. Mama ei a fost Prințesa de Wales (născută Augusta de Saxa-Gotha).
A fost botezată la 11 aprilie și nașii ei au fost: Frederic al II-lea, Landgraf de Hesse-Cassel (unchiul patern prin căsătorie) și mătușile paterne Louise, regină a Danemarcei și Norvegiei și Anne, Prințesă Regală.
Sănătatea ei a fost delicată de-a lungul întregii ei vieți. Prințesa Louisa a murit la Casa Carlton din Londra, la 13 mai 1768, necăsătorită și fără copii, la vârsta de 19 ani.